# Pavlovce (Banská Bystrica)
Pavlovce é um município da Eslováquia, situado no distrito de Rimavská Sobota, na região de Banská Bystrica. Tem 7,07 km² de área e sua população em 2018 foi estimada em 404 habitantes.

## Demografia
| Ano:        | 1994 | 2004    | 2014    | 2024   |
| ----------- | ---- | ------- | ------- | ------ |
| Broj ljudi: | 315  | 347     | 395     | 422    |
| Razlika:    |      | +10,15% | +13,83% | +6,83% |

| Ano:               | 2023 | 2024   |
| ------------------ | ---- | ------ |
| Número de pessoas: | 427  | 422    |
| Diferença:         |      | -1,17% |